# Процеси переносу

Процеси переносу — загальна назва фізичних процесів, у яких відбувається обмін, здебільшого нерівноважний, певними розподіленими фізичними величинами між різними областями простору. До процесів переносу належать, наприклад, дифузія — масоперенос, теплообмін — теплоперенос, електричний струм — перенос заряду, в'язкість  — перенос частинок, тощо.
Незважаючи на різну природу конкретних фізичних величин, які переходять із однієї ділянки простору в інший під впливом різноманітних факторів, серед яких значну роль відіграють початкова нерівноважність та нерівномірність, процеси переносу характеризуються спільними рисами, наприклад тим, що описуються кінетичними рівняннями з просторовими похідними.
Числа подібності процесів переносу